# Burg Rabí
Burg Rabí (deutsch Raby) ist eine spätgotische Burgruine in Rabí im Okres Klatovy in Tschechien. Sie ist die größte Burgruine Tschechiens und zählt zu den ältesten Festungsanlagen des Landes.

## Geschichte

### Anfänge der Burg
Die Erbauer von Rabí sind nicht bekannt. Es liegt jedoch nahe, dass es sich um die Grafen von Bogen handelte, denen Rabí und die umliegenden Gebiete zwischen 1124 und 1273 gehörten. Nachdem die Ländereien Ende des 13. Jahrhunderts wieder an Böhmen fielen, wurde Rabí vermutlich von den Velhartices bewohnt, denen die Gegend um Sušice in der Folge gehörte.
Die früheste schriftliche Erwähnung der Anlage findet sich erst 1380 als Eigentum von Puta I. von Schwihau aus dem Geschlecht der Riesenberger. Die Riesenberger hatten die Burg entweder durch Kauf von oder ihre Verwandtschaftsverhältnisse zu den Velhartices erworben. Zu dieser Zeit bestand die Burg lediglich aus einem Donjon und diente wohl zur Sicherung der Handelswege zwischen Sušice und Horažďovice sowie dem Schutz des Goldbergbaus rund um die Otava.

### Ausbau zur Festung
Ende des 14. bis Anfang des 15. Jahrhunderts wurde die Burg im Zuge der Auseinandersetzung zwischen der böhmischen Adelsunion Panská jednota und König Wenzel durch Břeněk Švihovský von Riesenberg erweitert, verstärkt und zur Festung ausgebaut.

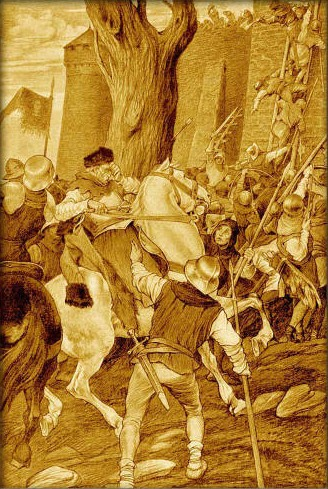
Jan Žižka beim Sturm auf Rabí

1407 erbte mit Johann von Riesenberg jedoch ein Vertreter des königstreuen katholischen Adels Burg Rabí, wodurch diese ab 1415 zu einem Stützpunkt der Hussitengegner wurde.
Während der Hussitenkriege gelang es den hussitischen Truppen 1420 und 1421 zweimal, die Burg einzunehmen, jedoch verlor ihr Heerführer Jan Žižka dabei sein zweites Auge.
Nach Johanns Tod erbte Wilhelm von Riesenberg Rabí, anschließend gelangte Botho Schwihau von Riesenberg in den Besitz von Rabí. Er trieb den Ausbau der Festung voran und ließ diese um einen weiteren Mauerring erweitern. Da er die Funktion des obersten königlichen Richters innehatte, erfuhr die Burg einen enormen Bedeutungsgewinn und diente als Ort zahlreicher Verhandlungen und Bankette.

### Niedergang Rabís
Bothos Nachkommen, die die Burg ab 1504 besaßen, gerieten zunehmend in Geldnot. 1548 trennten sich die Riesenberger deshalb von der Burg, die daraufhin mehrmals den Besitzer wechselte. Rabí war wechselnd im Besitz von Heinrich Kurzbach von Trachenberg, Diviš Malovec von Libějovice und  Wilhelm von Rosenberg. Rabí gelangte schließlich 1570 in den Besitz der Chanovský von Dlouhá Ves, wo sie bis ins erste Jahrzehnt des 18. Jahrhunderts verbleiben sollte. Trotz der Erlässe der Kaiser Ferdinand III. und Leopold I. zur Zerstörung der Burg blieb Rabí unberührt. Allerdings wurde sie auch nicht mehr instand gehalten, was zum Verfall des Komplexes beitrug.
Während des Dreißigjährigen Kriegs wurde die Burg schließlich stark verwüstet. Später kamen hierzu auch noch der Abbruch der Burgmauern durch die Bevölkerung, die die Steine als Baumaterial verwendete, sowie ein Brand im Jahr 1720.

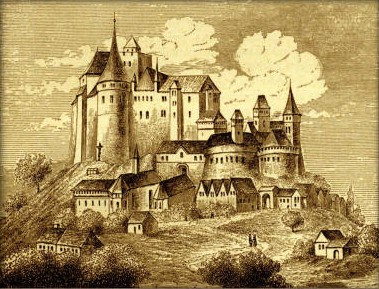
Burg Rabí um 1708

### Restaurierung
Zu Beginn des 18. Jhs. erwarben die Lambergs die Anlage. Diese übereigneten die Ruine 1920 schließlich für eine symbolische Krone an den Bund für die Erhaltung der Kunst-, Kultur- und Naturdenkmäler in Horažďovice (Horaschdowitz), welcher mit umfassenden Sanierungsmaßnahmen begann. 1954 erfolgte die Übergabe Rabís an den tschechoslowakischen Staat, der sie 1978  zum Nationalen Kulturdenkmal erklärte und von 1979 bis 1985 umfassend renovieren ließ.

## Anlage

### Geographie
Rabí liegt auf einer Erhebung südlich der Stadt, die unmittelbar an die äußerste Festungsmauer anschließt. Im Süden des Burghügels verläuft die Otava (Wottawa) in einer Schleife, wodurch die Burg eine strategisch wertvolle Position erhält. Zudem verlief die alte Handelsroute zwischen Sušice und Horažďovice direkt unterhalb der Burg.

### Bauliche Merkmale
Den Kern der Burg bildet der aus dem 12. bis 13. Jahrhundert stammende, 26 m hohe Donjon mit rechteckigem Grundriss. Dieser wurde während des 14. Jahrhunderts mit einer Wehrmauer umfriedet, die zudem noch die Vorburg einschloss, die nordwestlich des Donjons lag und mehrere Wohn- und Wirtschaftsgebäude beherbergte.
Eine zweite große Erweiterung erfolgte an der Wende vom 14. zum 15. Jahrhundert. Hierbei schob sich die Burganlage weiter nach Norden, wo sich eine weitere Mauer mit Türmen anschloss. Puta von Schwihau veranlasste schließlich Ende des 15. Jahrhunderts die letzte Phase des Umbaus. Um die gesamte Burganlage ließ er einen spätgotischen Festungsring errichten, dessen Mauern die der alten Burg an Stärke übertrafen, um dem Beschuss durch Kanonen standhalten zu können. Zusätzlich ließ er mehrere Rondelle auf allen Seiten anbringen. Nach diesem Umbau betrug die Fläche der Festung etwa 10 000 m².
Durch den Dreißigjährigen Krieg und den Steinbruch an der Burg wurden vor allem die äußere Festungsmauer und die nördlich gelegene Burgmauer im Osten der Anlage beschädigt. Ansonsten sind die Festungsmauern jedoch verhältnismäßig gut erhalten, haben jedoch im Lauf der Jahrhunderte stark gelitten. Die Wirtschaftsgebäude der Burg sind nur teilweise erhalten, unter anderem kann man heute noch die Stallungen besichtigen. Den am besten erhaltenen Gebäudeteil stellen die gotischen Keller dar, die ein Musterbeispiel für die Architektur der damaligen Zeit sind.

### Stellung innerhalb der Burgenarchitektur
Rabí ist auch über Tschechien hinaus einer der herausragenden Bauten der Festungsarchitektur des 16. Jahrhunderts. Vor allem durch die Größe der Anlage und die Stärke ihrer Mauern ragt sie unter den europäischen Festungen der frühen Neuzeit hervor. Daneben ist besonders die äußere Festungsmauer mit ihren Rondellen beispielhaft für die spätgotische Profanarchitektur.

## Museum
Das Burgmuseum Hrad Rabí beherbergt eine Ausstellung gotischer Fliesen und archäologischer Fundstücke. Außerdem kann man den historischen Wohnturm der Burg sowie die Festungsanlagen und die Stallungen besichtigen. Zudem wird die Geschichte und die Architektur der Burganlage erläutert.

## Verweise